# Njuolajaure
Njuolajaure eller Guövddielsjávrrie är en sjö i Sorsele kommun i Lappland och ingår i Umeälvens huvudavrinningsområde. Sjön har en area på 0,26 kvadratkilometer och ligger 991,1 meter över havet. Njuolajaure ligger i Vindelfjällen Natura 2000-område. Sjön avvattnas av vattendraget Äivisjukke.

## Delavrinningsområde
Njuolajaure ingår i det delavrinningsområde (731249-150855) som SMHI kallar för Ovan 731031-150946. Medelhöjden är 1 049 meter över havet och ytan är 7,42 kvadratkilometer. Det finns inga avrinningsområden uppströms utan avrinningsområdet är högsta punkten. Äivisjukke som avvattnar avrinningsområdet har biflödesordning 3, vilket innebär att vattnet flödar genom totalt 3 vattendrag innan det når havet efter 376 kilometer. Avrinningsområdet består mestadels av kalfjäll (91 procent). Avrinningsområdet har 0,69 kvadratkilometer vattenytor vilket ger det en sjöprocent på 9,3 procent.